# 北山崎

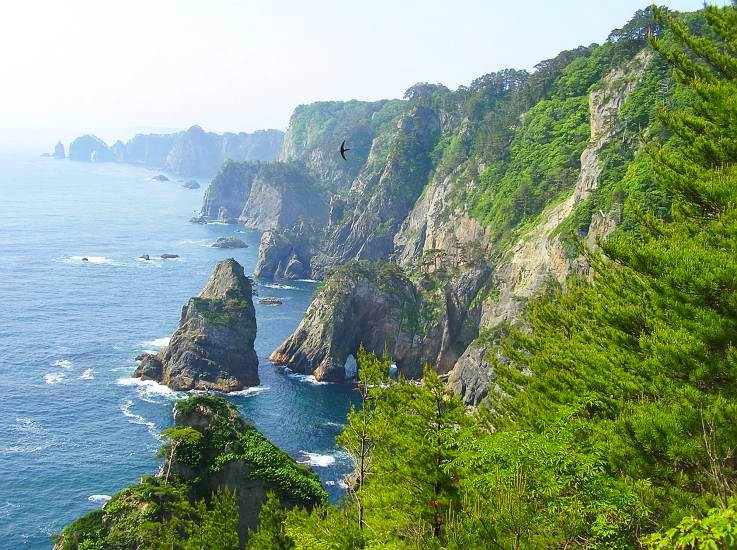
北山崎断崖

北山崎（きたやまざき）は、三陸復興国立公園の北部、岩手県下閉伊郡田野畑村北山にある断崖絶壁の自然景勝地。北は黒崎、南は弁天崎まで続く高台の中間付近にある。「やませ」と言われる風や濃霧が海上に発生しやすく、雲のような霧が断崖麓の海面を覆う時もある。
海面からの高さ200ｍの大海食崖が連なる景色は、日本交通公社全国観光資源評価の「自然資源・海岸の部」で唯一の特Ａ級に格付けされた。

## 自然

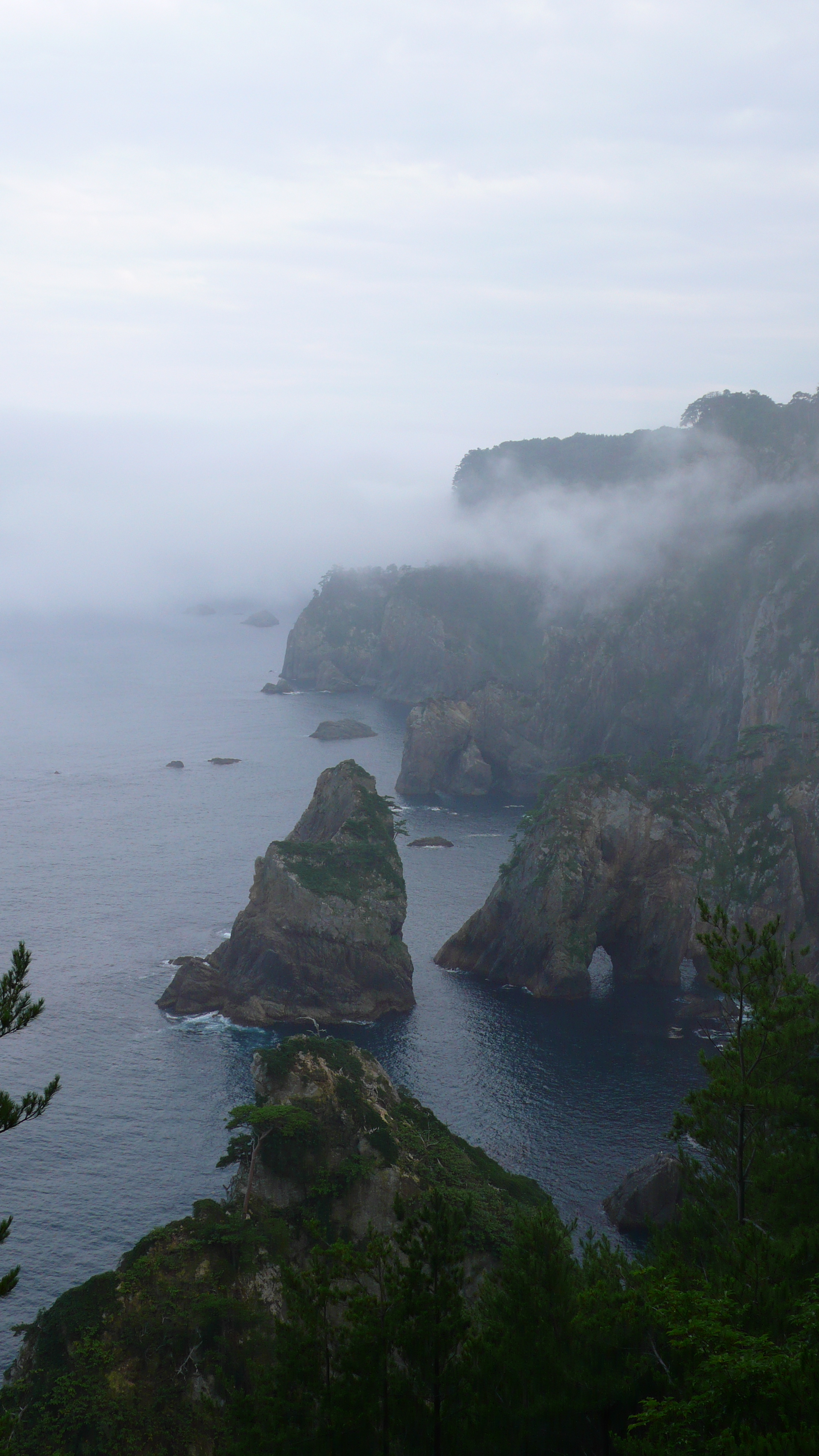
8月でも霧が発生する

### 地理
北山崎自然歩道
- 黒崎 ～北山崎間5km
- 北山崎～北山浜間3.5km（徒歩2時間）
- 北山浜～机浜間1.7km（徒歩1時間）
- 北山崎展望台～鵜ノ巣断崖展望台間10km

- 北山崎展望台は、第一展望台（標高150m)から第三展望台まである。
- 北山崎階段（718段）　健康な人であれば断崖の麓まで下り、休みながら上がる事ができる。
- 矢越崎（やごしざき）：北山崎と鵜ノ巣断崖から見える海に突き出た岬。
- 弁天崎（べんてんざき）：矢越崎の南にあり、北山崎から見えない。

### 気象
「やませ」は、春から秋にかけて黒潮が北上したり親潮が南下する時期、オホーツク海気団が太平洋側に張り出すと発生しやすい。北東あるいは東からの湿潤で冷たい風や濃霧。海面を這うような雲や濃霧が三陸北部の断崖にかかる時もある。東北南部の宮城県や福島県の場合、梅雨明けから夏にかけて農作物に影響し、冷害をもたらす原因となる北東からの湿った冷たい風や気象状態、その時に発生する濃霧なども含まれている。

### 植物
- シロバナシャクナゲ／キタヤマザキシロバナシャクナゲ: 6月中旬～7月下旬開花、白色、岩手県特別天然記念物指定
- ハクサンシャクナゲ: 6～7月開花
- ニッコウキスゲ: 6月下旬～7月開花、黄色
- オオマツヨイグサ: 6月下旬から7月開花、黄色

### 地質
- 黄褐色の塩化鉄FeCl3や酸化鉄が含まれる火山砕屑岩。
- 粉砕した石灰岩が他の砕屑岩と混ざり堆積している場所もある。
- 岩石: 安山岩、デイサイト、玄武岩
- 鉱石: 鉄鉱石
- 鉱物: くさび石（チタン石）

### 地形
普代村と田野畑は、海底から隆起した台地で、火山活動により溶岩が海の方へ流れ出た際、岩が砕け、火山砕屑岩として積もった層が押し出された。それが氷河や大津波によって削られた断崖地形。黒崎や鵜ノ巣断崖の方は粘性の強い溶岩の跡が崖の背後に間近にあるのに対し、北山崎断崖は、粉砕された火山砕屑岩の堆積層が厚かったため、削り残された奇岩の多い断崖となった。

## ギャラリー

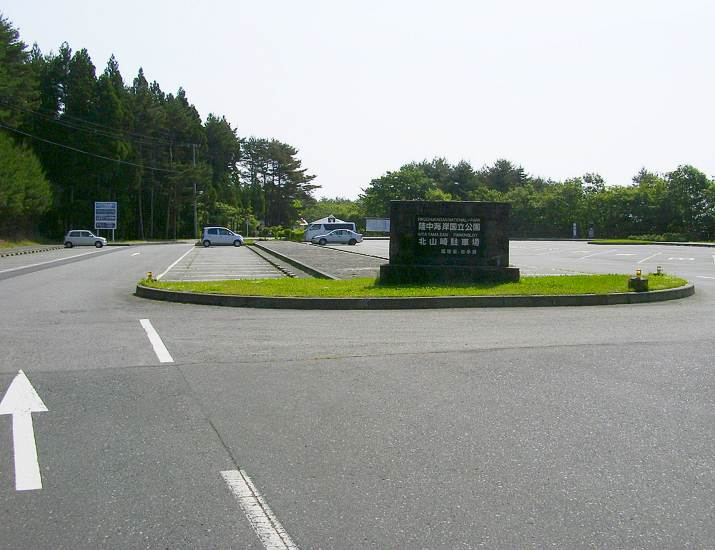
北山崎駐車場
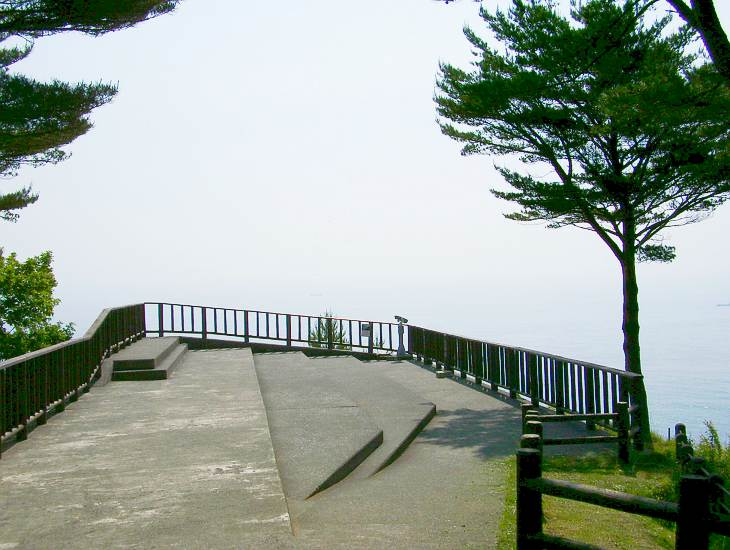
北山崎展望台
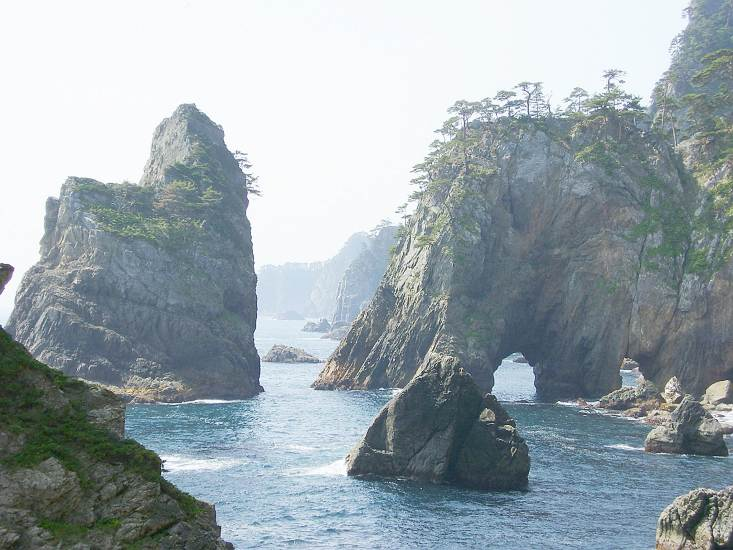
北山崎麓
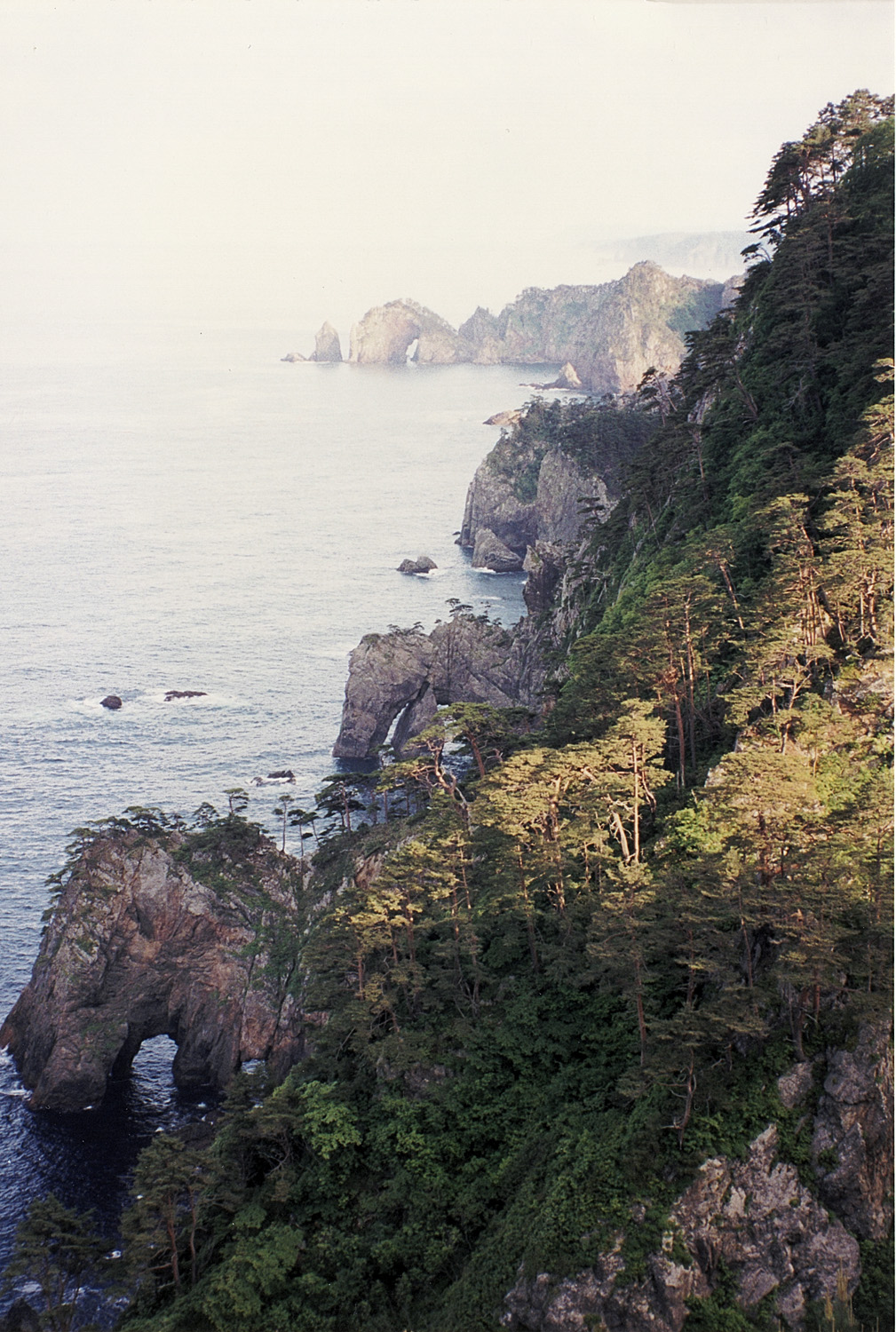
北山崎断崖
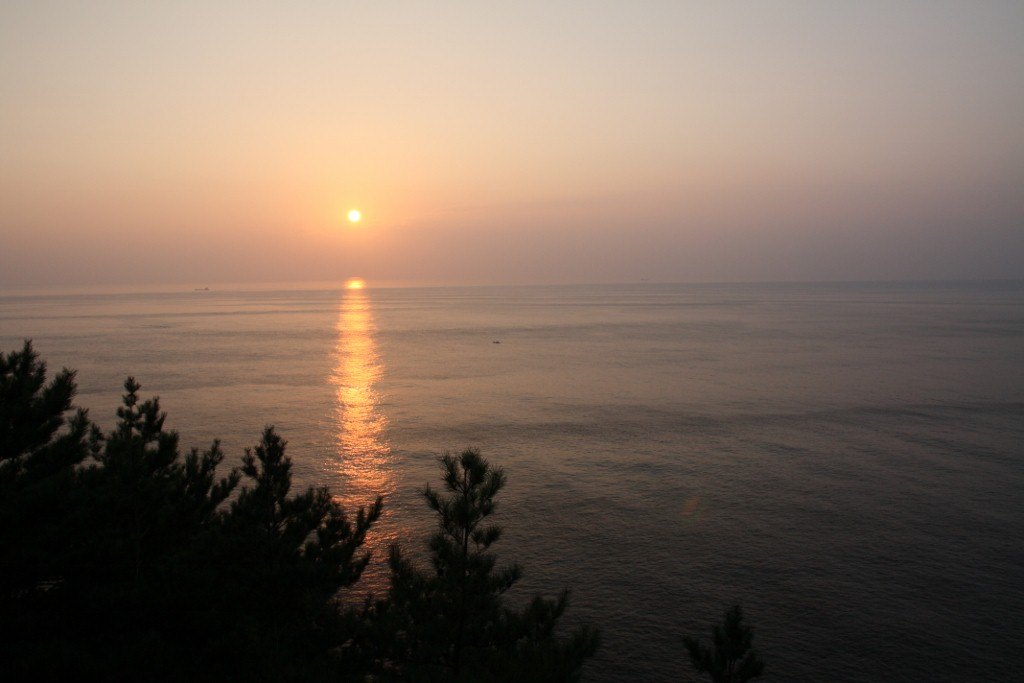
展望台から見た日の出

## 付近の観光地
- 黒崎：下閉伊郡普代村
- 北山浜（矢越崎）：下閉伊郡田野畑村
- 鵜ノ巣断崖：下閉伊郡田野畑村

## 交通アクセス
- 車の場合
  - 国道45号 → 岩手県道44号岩泉平井賀普代線 → 北山崎展望台（駐車場有り）。
- 三陸鉄道リアス線利用の場合
  - 普代駅より普代村営バス「黒崎線」に乗車し、終点「北山崎展望台」下車。
  - 田野畑駅より観光乗合タクシーで北山崎展望台下車。[2]
- 島越漁港（三陸鉄道リアス線島越駅より徒歩8分）より遊覧船「北山崎断崖クルーズ観光船」で海上より展望。
- 羅賀漁港（三陸鉄道リアス線田野畑駅より徒歩15分）よりサッパ船アドベンチャーズ（要予約）。

## 備考
- 水田竜子が、2005年に同名のタイトルのシングルをリリースした。
- 2023年9月より新規に発行された350円普通切手の意匠に、北山崎の風景画が採用された[3]。